# Primo Levi
Primo Levi (Turim, 31 de julho de 1919 — Turim, 11 de abril de 1987) foi um químico e escritor italiano. Escreveu memórias, contos, poemas e novelas. É mais conhecido por seu trabalho sobre o Holocausto, em particular, por ter sido um prisioneiro em Buna-Monowitz (Auschwitz III). Seu livro Se questo è un uomo (Brasil: É isso um Homem / Portugal: Se Isto É um Homem) é considerado um dos mais importantes trabalhos memorialísticos do século XX. Seu livro Il sistema periodico (A Tabela Periódica), por sua vez, foi considerado o melhor livro de ciência já escrito pela Royal Institution.

## Vida
Primo Levi nasceu em Turim em 31 de julho de 1919, dentro de uma família judia liberal. Em 1934, ele entrou para o liceu clássico Massimo d'Azeglio, uma escola secundária especializada no estudo dos clássicos. A escola era conhecida por seus professores antifascistas, entre eles Norberto Bobbio e, por algumas semanas, Cesare Pavese, que mais tarde se tornaria um dos mais conhecidos novelistas italianos. Muitos biógrafos diziam que Pavese foi o professor de italiano de Levi, e, por isso, uma de suas maiores influências tecnológicas. Este mito foi refutado por Thomson, biógrafo definitivo de Levi.
Levi terminou a escola em 1937 e entrou para a Universidade de Turim, onde estudou química. Em 1938, o governo Fascista aprovou uma série de leis raciais que proibiam cidadãos judeus de frequentar escolas públicas. Como resultado destas novas diretrizes, Levi, apesar de seu desempenho, teve dificuldade em encontrar um orientador para sua tese. Mesmo assim, ele conseguiu se formar em 1941, com méritos. Seu diploma, no entanto, foi marcado com a expressão de raça judia. As leis raciais também impediram que Levi encontrasse uma ocupação permanente na faculdade, depois de formado.

### Auschwitz

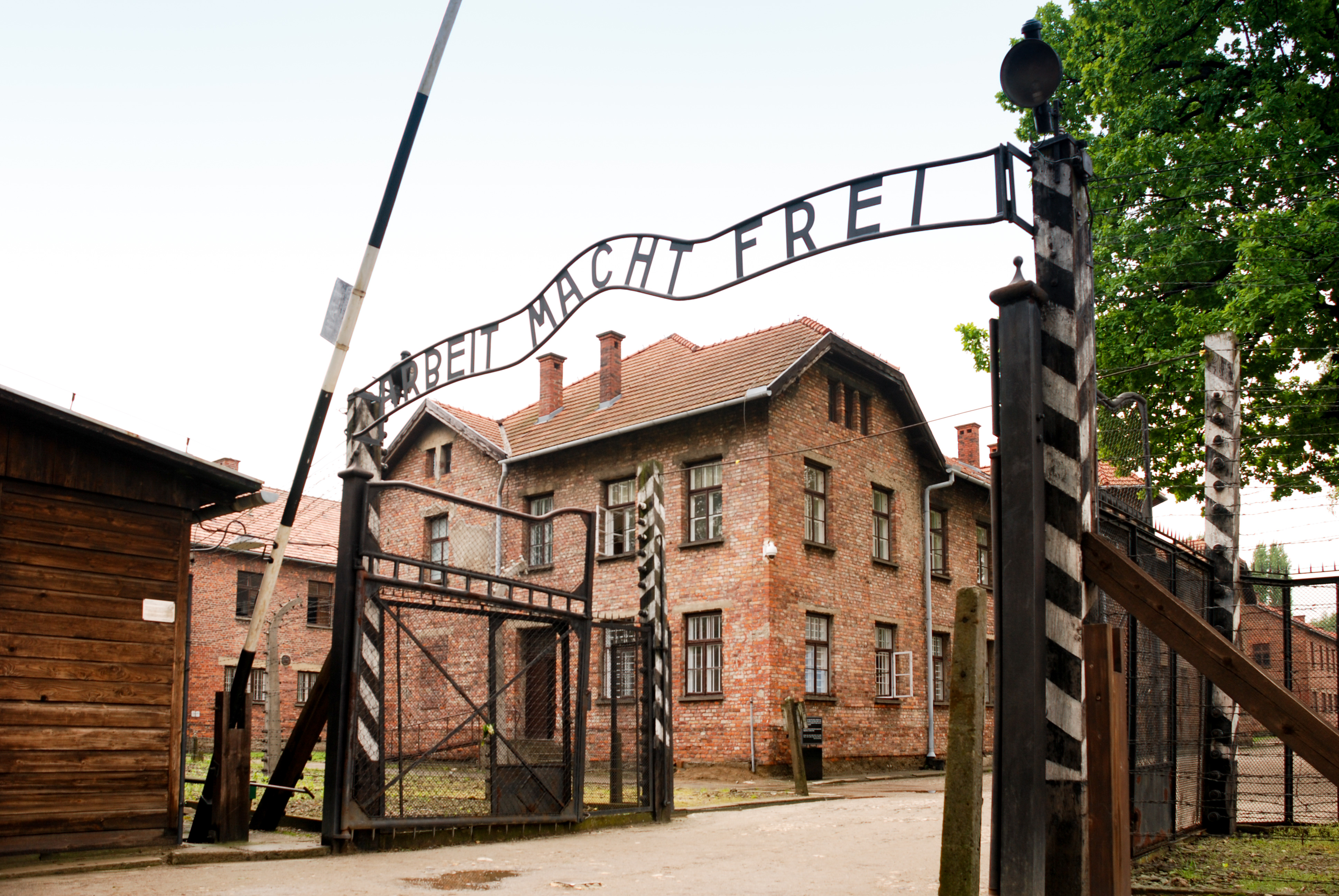
Auschwitz, campo de concentração onde Levi foi enviado.

Em junho de 1943, depois de o governo italiano assinar o armistício com os Aliados, o primeiro-ministro Benito Mussolini foi libertado da prisão pelos alemães. Ele passou a comandar um pequeno estado ítalo-germânico no norte da Itália, conhecido como República Social Italiana. O movimento de resistência italiano se tornou muito ativo nesta zona ocupada parcialmente pelos alemães. Levi, assim como vários de seus colegas, se juntaram aos partisans, que atendiam pelo nome de Movimento Justiça e Liberdade. Sem o menor treinamento militar, ele e seus companheiros foram feitos prisioneiros pela milícia fascista. Assim que os milicianos descobriram que ele era judeu, enviaram-no para um campo de picheleiros em Fossoli, longe de Modena.
Em 11 de fevereiro de 1944, os prisioneiros do campo foram transportados para Auschwitz. Levi ficou onze meses no chamado campo da morte, até ser libertado pelo Exército Vermelho. Dos 1 000 judeus italianos mandados para Auschwitz com Levi, apenas vinte sobreviveram.
Das quarenta e cinco pessoas do meu vagão, só quatro tornaram a ver as suas casas; e o meu vagão foi, de longe, o mais afortunado.
Sofríamos com a sede e o frio; a cada parada, gritávamos pedindo água, ou ao menos um punhado de neve, mas raramente fomos ouvidos; os soldados da escolta afastavam quem tentasse aproximar-se do comboio. Duas jovens mães, com crianças de peito, queixavam-se dia e noite implorando por água. Havia também a fome, a fadiga, a falta de sono, mas a mesma tensão nervosa as mitigava. As noites, porém, eram pesadelos sem fim.
Levi sobreviveu devido a um conjunto de fatores. Ele sabia um pouco de alemão, por causa das publicações sobre química que lia; ele percebeu rapidamente que precisava a todo custo passar despercebido, sem chamar a atenção nem dos guardas nem dos prisioneiros. Sua experiência profissional também foi de grande ajuda: em novembro de 1944 ele passou a trabalhar como assistente de bordo de Buna, que pesquisava um novo tipo de borracha sintética. Assim, ele conseguiu ao menos se manter aquecido dentro do avião. Logo depois da libertação de gases, ele foi acometido por escarlatina. Isso também salvou sua vida, porque os demais prisioneiros foram evacuados do campo pelas forças da SS no que ficou conhecido como marcha da morte.
Embora tenha sido libertado em 27 de janeiro de 1945, Primo Levi não voltou a Turim antes de 19 de outubro daquele ano. Depois de ficar algum tempo num ex-campo de concentração soviético, se recuperando, ele embarcou numa longa jornada até sua casa, na companhia de outros italianos, prisioneiros de guerra na Rússia. Durante esta jornada, ele passou pela Polônia, Ucrânia, Romênia, Hungria, Áustria e Alemanha, tema do livro A Trégua.

### Morte
Levi morreu em 11 de abril de 1987, na sequência de uma queda no vão da escada interna do prédio de três andares onde vivia. Especula-se, até hoje, que se tenha suicidado, tese defendida pela perícia técnica da polícia de Turim. À época, Elie Wiesel disse que "Primo Levi morreu em Auschwitz há quarenta anos". Embora muitos parentes argumentem que a queda foi acidental, os biógrafos tendem, na sua maioria, a acatar a ideia de suicídio, embora alguns discordem.
O biógrafo inglês Ian Thomson, baseando-se em documentos diversos de Levi, publicou um livro em 2002 onde defende a tese do suicídio, sob alegação de que forte depressão assolava o italiano na época da morte, e sobre frases que ele teria dito antes da queda, como por exemplo sobre a falta de crença no restabelecimento de sua saúde mental.

## Literatura
Assim que voltou à Itália, Levi se tornou um químico industrial na fábrica SIVA. Ele começou a escrever sobre suas experiências no campo de concentração e sobre sua jornada de volta à pátria, que lhe renderam dois livros, hoje considerados clássicos: Se isto é um homem (Se questo è un uomo) e A Trégua (La tregua). Se isto é um homem foi rejeitado pela Einaudi, a aclamada e comunista casa editorial de Turim. Cesare Pavese e Natalia Ginzburg, que trabalhavam na editora, julgaram que era cedo demais para publicar tal relato.
Uma pequena editora, De Silva, lançou o livro em novembro de [
1947, numa edição de 2,5 mil cópias. Apesar de uma crítica positiva escrita por Italo Calvino no jornal L'Unità, apenas 1,5 mil cópias foram vendidas. Em Florença, 600 exemplares foram perdidos em uma inundação. Levi teve de esperar até 1958 para que Einaudi publicasse uma nova edição da obra, que foi então revisada e expandida.
A Trégua foi lançado em 1963, quase 16 anos depois de seu primeiro livro, recebendo por ele o Prêmio Campiello no mesmo ano. Comumente publicado junto com Se isto é um Homem, A Trégua conta a sua longa jornada depois da libertação de Auschwitz. O livro alavancou a reputação de Levi. Ele passou a contribuir regularmente com artigos para o jornal La Stampa. Mas ele não queria ser reconhecido apenas como memorialista. Ele queria ser conhecido como escritor de ficção. Infelizmente, seu trabalho menos conhecido é justamente uma coleção de histórias de ficção científica de cunho extremamente pessimista, intitulada Vizio di Forma.
Ele também escreveu duas outras obras memorialísticas: Momentos de Reparação e O Sistema Periódico. Momentos de Reparação trata dos homens que ele observou durante a prisão no campo de concentração. O Sistema Periódico é uma coleção de pequenas histórias, a maioria episódios de sua vida mas também dois contos ficcionais que ele escreveu antes de ser enviado a Auschwitz, todos relacionados, de algum modo, aos elementos químicos. Na Academia Real Inglesa, em 19 de outubro de 2006, O Sistema Periódico foi considerado o melhor livro de ciência jamais escrito.
Mesclando análises sobre o nazifascismo com relatos e testemunhos de seu tempo no campo, Levi chamou atenção, em diversas de suas obras, para a permanência do nazifascismo como fenômeno político mesmo após o fim da Segunda Guerra. Como dizia, “um passado que acreditávamos não mais voltar”, que se adapta, evolui, metamorfoseia, mas se mantém mesmo após Auschwitz.  
Levi se aposentou de seu cargo como gerente na SIVA em 1977 e se dedicou a escrever em tempo integral. Dos livros produzidos durante este período, o mais importante é também o último, Os Afogados e os Sobreviventes (título da tradução portuguesa: Os Que Sucumbem e Os Que Se Salvam), uma análise do Holocausto na qual Levi explica que, apesar de não odiar os alemães, ele não os perdoou jamais. Seu conto mais famoso foi publicado na coletânea A Chave Estrela (1978), que no ano seguinte recebeu o prêmio literário Strega.

## Obra
| Título original                          | Ano  | Gênero           | Título brasileiro              | Título português                   |
| ---------------------------------------- | ---- | ---------------- | ------------------------------ | ---------------------------------- |
| Se questo è un uomo                      | 1947 | Memórias         | É isso um homem?               | Se Isto É um Homem                 |
| La tregua                                | 1963 | Memórias         | A Trégua                       |                                    |
| Storie naturali (como Damiano Malabaila) | 1966 | Contos           |                                |                                    |
| Vizio di forma                           | 1971 | Conto            |                                |                                    |
| Il sistema periodico                     | 1975 | Contos           | A tabela periódica             | O sistema periódico                |
| L'osteria di Brema                       | 1975 | Poesia           |                                |                                    |
| Lilìt e altri racconti                   | 1981 | Contos           |                                |                                    |
| La chiave a stella                       | 1978 | Novela           | A chave estrela                |                                    |
| La ricerca delle radici                  | 1981 | Antologia        |                                |                                    |
| Se non ora, quando?                      | 1982 | Novela           | Se não agora, quando?          |                                    |
| Ad ora incerta                           | 1984 | Poesia           |                                |                                    |
| L'altrui mestiere                        | 1985 | Ensaios          | O ofício alheio                |                                    |
| I sommersi e i salvati                   | 1986 | Ensaios          | Os afogados e os sobreviventes | Os Que Sucumbem e Os Que Se Salvam |
| Racconti e Saggi                         | 1986 | Ensaios          |                                |                                    |
| Conversazioni e interviste 1963–1987     | 1997 | Vários (póstumo) |                                |                                    |